# Qalayet bandora
El qalayet bandora (en árabe: قلاية بندورة‎) o masaqet bandora (مسقة بندورة), literalmente ‘cazuela de tomates’, es una sencilla preparación culinaria a base de tomate, cebolla, pimiento verde picante y aceite de oliva, popular en todo el Levante mediterráneo, pero especialmente en Jordania y Palestina. Es un plato sencillo de preparar, haciendo un sofrito de las hortalizas en aceite de oliva, extremadamente similar al tomate frito español.
El qalayet bandora suele comerse con pan de pita caliente, usándolo para recoger el guiso, aunque también puede servirse sobre arroz y comerse con cubiertos. Por ser una comida sencilla de un solo recipiente, el qalayet bandora suele consumirse al acampar o al hacer senderismo. Cuando se sirve en restaurantes o en eventos formales, a menudo se adorna con piñones tostados.
Se cree que el plato se originó en Ġaūr aṣ-Ṣafi y Ġaūr al-Mazraʿa, regiones rurales que rodean el mar Muerto y que conforman el «granero de Jordania». El clima cálido de estas zonas del valle del Jordán es ideal para cultivar tomates. El nombre significa literalmente ‘sartén’ (qalayet) ‘de tomates’ (bandora, préstamo del italiano pomodoro).

## Preparación
Se trocean finamente las cebollas y pimientos, y los tomates se cortan en cubos y, opcionalmente, se pelan. En una sartén caliente se vierte aceite y se sofríen primero las cebollas hasta que se transparenten. Luego se añaden el resto de ingredientes y se saltean hasta que la mezcla esté espesa pero no seca.

## Variantes
Existen muchas variantes del plato, que incluyen carne (carne picada o estofado de res o cordero), huevos fritos o ajo.